# النهار (جريدة جزائرية)
جريدة النهار صحيفة جزائرية تصدر باللغة العربية ثمنها 15 دج و مديرها العام أنيس رحماني
تــــأسـست سنه 2007 و تصدر في حيدرة بالجزائر العاصمة.لديها قناة النهار تاسست سنة 2012.